# Lepthyphantes arcticus
Lepthyphantes arcticus este o specie de păianjeni din genul Lepthyphantes, familia Linyphiidae. A fost descrisă pentru prima dată de Keyserling, 1886.
Este endemică în Alaska. Conform Catalogue of Life specia Lepthyphantes arcticus nu are subspecii cunoscute.